# Autochorie
 (mars 2019).
Si vous disposez d'ouvrages ou d'articles de référence ou si vous connaissez des sites web de qualité traitant du thème abordé ici, merci de compléter l'article en donnant les références utiles à sa vérifiabilité et en les liant à la section « Notes et références ».
L'autochorie est un mode de dissémination des graines et des spores que certaines plantes et champignons ont développé. Les organismes pratiquant l'autochorie dispersent eux-mêmes leurs graines par des moyens mécaniques souvent brusques.

## Description
Le cas le plus courant est l'ouverture brutale du fruit ou de l'organe de reproduction des champignons, soumis à une pression, les diaspores étant donc directement éjectées. Ce mode de dissémination par explosion est appelé ballochorie ou bolochorie. Dans ce cas, l'ouverture du fruit peut dans certaines conditions être favorisée par le contact. On parle alors de thigmonastie. Dans le cas de la violette, le fruit ne s'ouvre pas violemment mais se dessèche lentement provoquant une pression latérale sur des graines très lisses : lorsque cette pression devient trop élevée, les graines sont expulsées violemment. Les graines des espèces autochores peuvent ainsi être projetées à plusieurs dizaines de centimètres de la plante qui les a produites (plus de 3 mètres pour Jatropha gossypiifolia).
Pour différentes espèces envahissantes, telles que Impatiens glandulifera, cela participe à leur caractère invasif.

## Exemples de plantes concernées
- Balsamine
- Cardamine hérissée
- Concombre d'âne (Ecballium elaterium)
- Erodium
- Genêt d'Espagne
- Géranium
- Oxalis
- Violette

## Galerie d'images

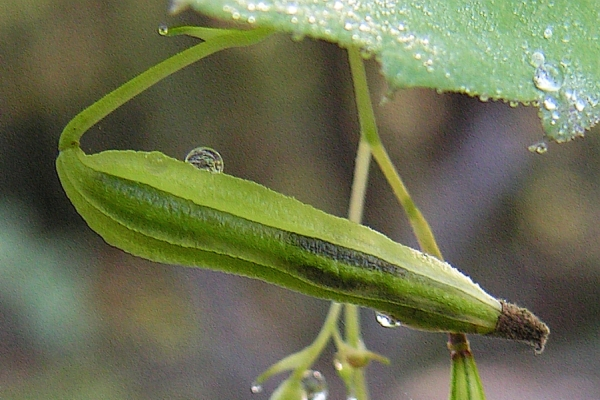
Fruit de la Balsamine des bois (avant explosion).
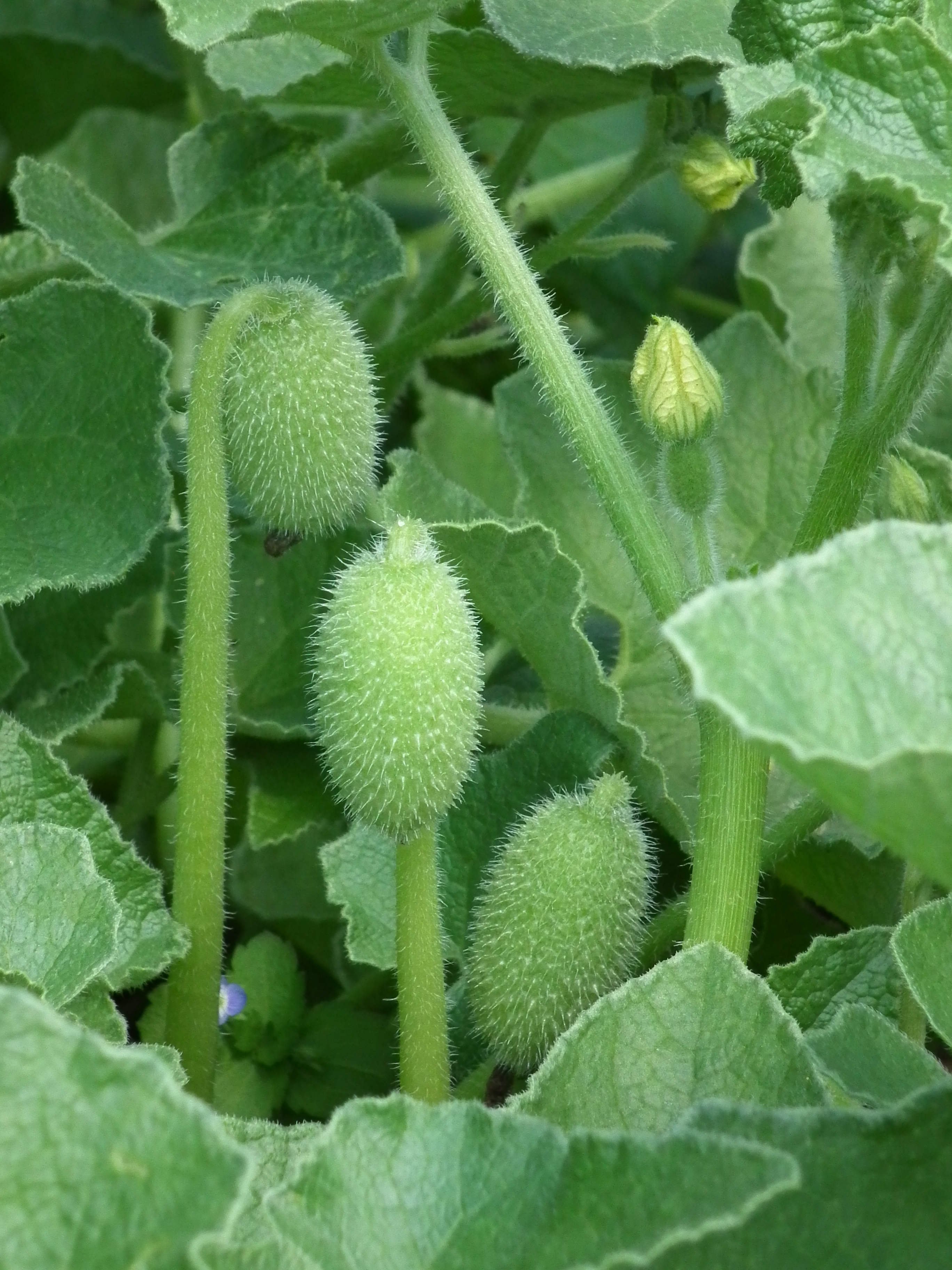
Les fruits du Ecballium elaterium sont de véritables bombes végétales.
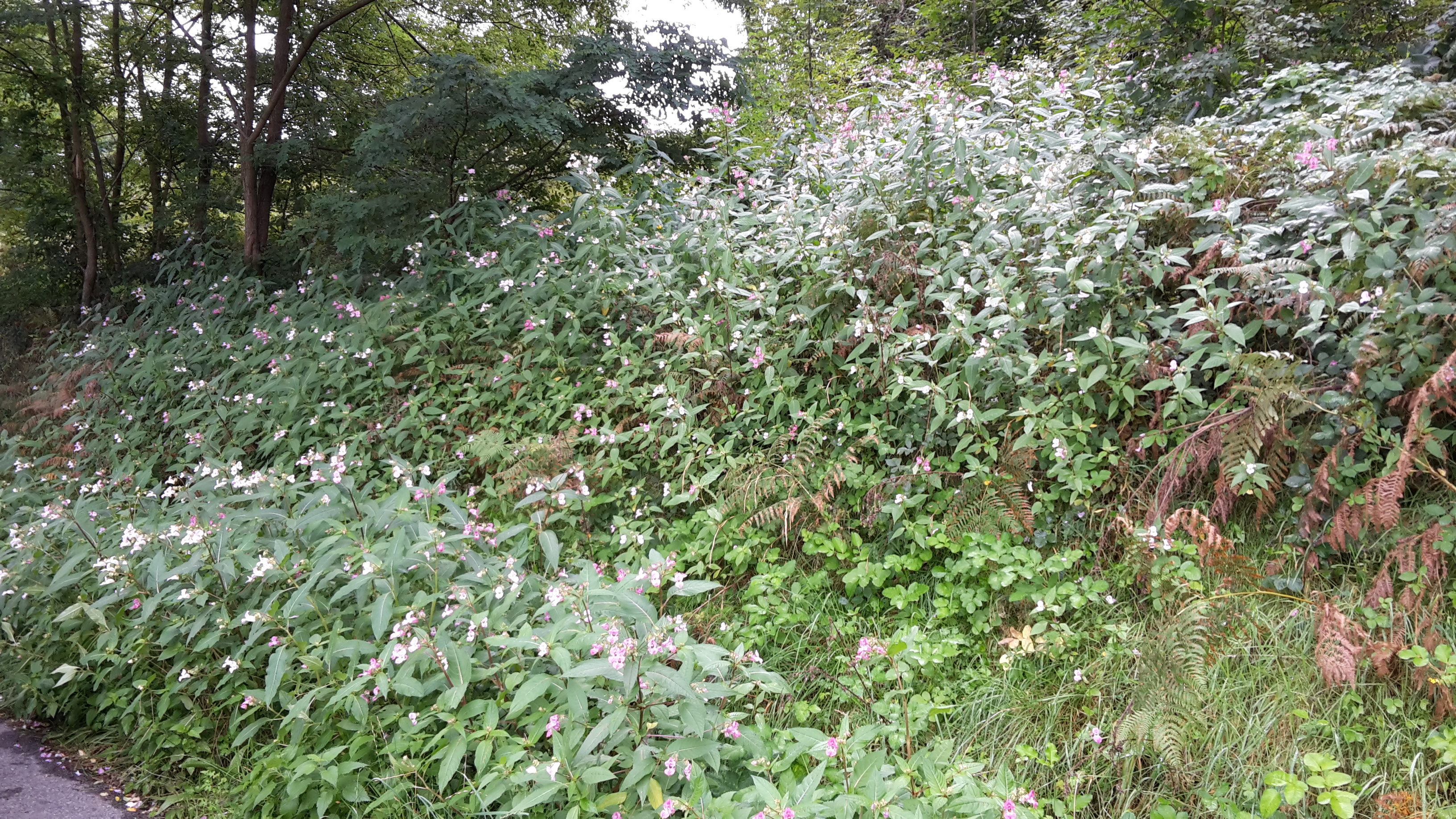
Balsamine de l'Himalaya Impatiens glandulifera invasive par autochorie en Ariège et en Belgique.
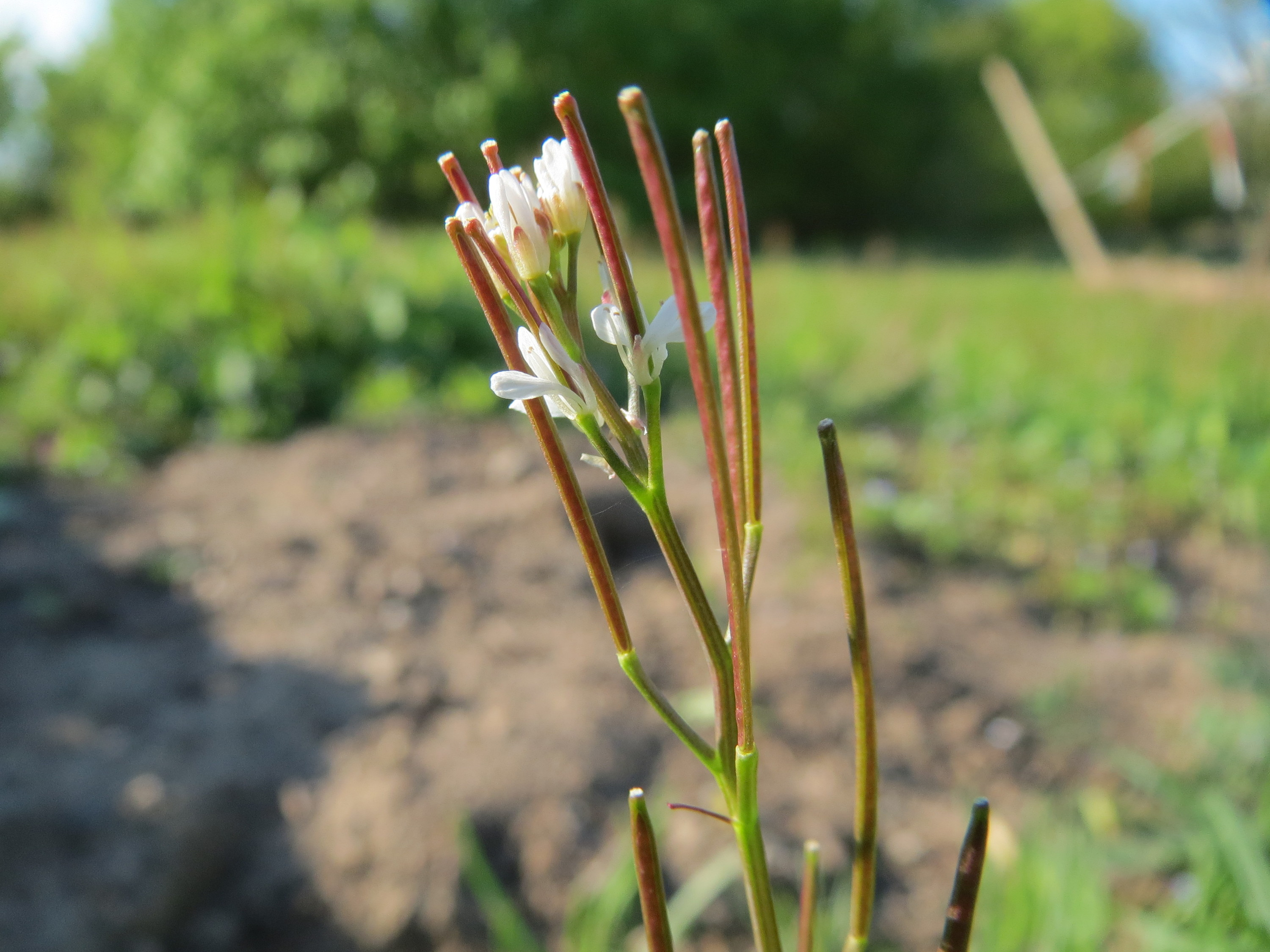
Cardamine hérissée, fréquente dans les jardins en Europe et en Asie, et dont les siliques s’ouvrent violemment au moindre contact.